# Герб Західної Австралії
Герб Західної Австралії є офіційним гербом з австралійського штату Західна Австралія. Він був затверджений ордером її Величності Королеви Єлизавети II від 17 березня 1969 року.

## Опис
Щит має срібне  поле з хвилястою синьою і срібною основою. Чорний лебідь  плаває на верхній блакитній брижі. Чорний лебідь у перших поселенців материку був прийнятий як неофіційна емблема регіону.
Бурелет з золотого та чорного кольорів тримає  королівську корону Святого Едуарда, з обох сторін якої піднімаються гілки кенгурової трави. 
Щитотримачі  -  два червоних кенгуру, кожен з яких має бумеранг без будь-яких знаків або символів. 
Постамент, на якому стоять фігури щитотримачів та щит має зелений колір.  
Девізу на гербі немає. Раніше неофіційний герб мав латинський девіз "Cygnis Insignis", що означає "відрізняється своїми лебедями", але його використали на офіційному гербі. 

## Символізм
Чорний лебідь є офіційною пташиною емблемою Західної Австралії, хоча офіційно прийнятий лише в 1973 році. Лебідь на гербі зображено в природному стані. Він також є на державному значку як силует чорного лебедя на жовтому диску. Такий знак зображено на мушлі Державного прапора.
Корона символізує монархію в Австралії, а чорно-золотий бурелет, що підтримує Корону, показує кольори штату, які історично асоціювалися із Західною Австралією з моменту прийняття Колоніального значка в 1870 році.
Квітка трави кенгуру  є офіційною квітковою емблемою Західної Австралії, прийнятою в 1960 році, і разом із чорно-золотим  бурелетом, що обрамляє корону, підкреслює суверенітет і незалежності Західної Австралії.
Рудий кенгуру  є найбільшим видом кенгуру, що живе у внутрішніх і посушливих регіонах штату. Його природний ареал у поєднанні з ареалом чорного лебедя охоплює майже весь штат і символічно відображає юрисдикцію герба. Червоний кенгуру — це вид, який зазвичай показують в австралійській геральдиці, наприклад, на гербі Австралії та Північної території, хоча герб Нового Південного Уельсу має міфічного золотого кенгуру як щитотримача. Відсутність будь-яких малюнків або емблем на бумерангах, які тримають кенгуру, вказує на їхню роль у представленні всіх аборигенів Західної Австралії.  
Хоча жодного девізу не було надано як частину герба, попередні геральдичні емблеми Західної Австралії іноді використовували девіз «Cygnis insignis», що означає «Видатний для лебедів».  

## Закон про використання
Офіційне використання державного герба обмежено уповноваженими установами для засвідчення автентичності документів, для підтвердження власності на майно та для позначення урядових проектів чи публікацій. Державний герб захищено Законом про захист гербів 1979 року, відповідно до якого відтворення державного герба з будь-якою комерційною метою без попереднього письмового дозволу є правопорушенням . Відповідно до Закону, громадські організації не можуть використовувати Державний Герб у будь-якій формі без відповідного дозволу. Неурядові організації можуть отримати дозвіл на використання державного герба в освітніх або культурних цілях.
За згодою Garter Principal King of Arms, герб штату виготовляється для використання в Західній Австралії у скороченій формі без шолома та мантії. Шолом і мантія зображені у правильній геральдичній формі в Ордері, щоб відповідати геральдичним принципам, але їх пропуск для загального використання відповідає звичаям Австралійської Співдружності та інших австралійських штатів. 